# Котов, Борис Степанович
Борис Степанович Котов (23 декабря 1922 — 10 ноября 1984) — советский кинооператор, сотрудник студии «Союзмультфильм», член Международной ассоциации мультипликационного кино (АСИФА) и Московского отделения Союза кинематографистов СССР.

## Биография
Окончил операторский факультет ВГИКа. В июне 1941 года записался добровольцем в армию и получил звание сержанта. С декабря 1941 года служил радистом радиостанции большой мощности 59-й отдельной стрелковой бригады 2-й ударной армии Ленинградского фронта. 25 июня 1942 года во время прорыва из окружения в 50 км от Новгорода попал под пулемётный обстрел; тяжелораненый разрывной пулей в правое подплечье и область правой лопатки, укрылся в воронке от снаряда, где и был взят в плен и доставлен в новгородский госпиталь для военнопленных. В сентябре отправлен в каунасский лагерь военнопленных «Г», откуда бежал весной 1943 года. 4 месяца скрывался среди местного населения, в августе схвачен литовской полицией и возвращён в лагерь. В январе 1944 года отправлен в Осовец, в августе в Кёнигсберг, затем в Германию. В начале апреля 1945 года в районе Бремена снова бежал с небольшой группой, неделю спустя вышел в расположение англичан. В мае передан советским войскам, до августа проходил проверку в 222-й стрелковой дивизии в Бобруйске, затем продолжил службу до сентября 1946 года в 159-х армейских стационарных ремонтных мастерских. 8 февраля 1958 года Указом Президиума Верховного Совета СССР награждён Орденом Славы III степени.
Работая с 1950 года на киностудии «Союзмультфильм», сотрудничал с такими известными режиссёрами-мультипликаторами как Иван Аксенчук, сёстры Зинаида и Валентина Брумберг, Наталия Голованова, Роман Давыдов, Борис Дёжкин, Валентин Караваев, Александра Снежко-Блоцкая, Фёдор Хитрук, Андрей Хржановский и другими. Принадлежит к числу кинооператоров, принимавших участие в работе над сатирико-юмористическим киножурналом «Фитиль» (мультипликационные сюжеты).
Был кинооператором-постановщиком по мультипликации советско-румынского фильма «Мария, Мирабела».
Фильмография Бориса Котова насчитывает около ста фильмов.

## Фильмография

### Оператор
1. 1962 — История одного преступления
2. 1963 — Проверьте ваши часы
3. 1963 — Акционеры
4. 1963 — Проболтали («Фитиль» № 12)
5. 1964 — Дело №…
6. 1964 — Дядя Стёпа — милиционер
7. 1964 — На краю тайны
8. 1964 — Топтыжка
9. 1965 — Ваше здоровье
10. 1965 — За час до свидания
11. 1965 — Каникулы Бонифация
12. 1965 — Приключения запятой и точки
13. 1966 — Жил-был Козявин
14. 1966 — Про злую мачеху
15. 1966 — Человек в рамке
16. 1966 — Знакомые лица
17. 1967 — Машинка времени
18. 1967 — Могло случиться
19. 1967 — Собачий бред («Фитиль» № 54)
20. 1967 — Штурмовщина («Фитиль» № 59)
21. 1968 — Кот в сапогах
22. 1968 — Светлячок № 8
23. 1968 — Фильм, фильм, фильм
24. 1968 — Дорожное происшествие
25. 1968 — Место под солнцем («Фитиль» № 68)
26. 1969 — Украденный месяц
27. 1969 — Крылья дядюшки Марабу
28. 1969 — Возвращение с Олимпа
29. 1969 — Дед Мороз и лето
30. 1969 — Капризная принцесса
31. 1970 — Весёлая карусель № 2. Небылицы
32. 1970 — Кентервильское приведение
33. 1970 — Умка ищет друга
34. 1970 — Это дело не моё
35. 1970 — Новогоднее происшествие
36. 1970 — Калейдоскоп-70
37. 1971 — Как мы весну делали
38. 1971 — Калейдоскоп-71. По грибы
39. 1971 — Лабиринт
40. 1971 — Личный пример («Фитиль» № 111)
41. 1971 — Огонь
42. 1971 — Урок не впрок
43. 1971 — Аргонавты
44. 1972 — В гостях у лета
45. 1972 — Волшебная палочка
46. 1972 — Русские напевы
47. 1973 — Детство Ратибора
48. 1973 — Здоровье начинается дома
49. 1973 — Кто меня толкнул?
50. 1973 — Мы с Джеком
51. 1973 — Новые большие неприятности
52. 1973 — Персей
53. 1973 — Юморески (Выпуск 1)
54. 1973 — Умельцы («Фитиль» № 128)
55. 1973 — Как это случилось
56. 1973 — На юг, на юг
57. 1974 — Важное лицо («Фитиль» № 140)
58. 1974 — Дорогой утиль («Фитиль» № 147)
59. 1974 — Живой пример
60. 1974 — Молодильные яблоки
61. 1974 — Прометей
62. 1974 — С бору по сосенке
63. 1974 — Футбольные звёзды
64. 1974 — Шёл трамвай десятый номер
65. 1974 — «Шутник»
66. 1974 — Юморески (Выпуск 2)
67. 1974 — Юморески (Выпуск 3)
68. 1975 — Василиса Микулишна
69. 1975 — Как Верблюжонок и Ослик в школу ходили
70. 1975 — Лиса и медведь
71. 1975 — Наследство волшебника Бахрама
72. 1975 — Илья Муромец. Пролог
73. 1975 — Ладушки («Фитиль» № 161)
74. 1975 — Спецподготовка («Фитиль» № 162)
75. 1977 — Жихарка
76. 1977 — Зайчонок и муха
77. 1977 — Исполнение желаний («Фитиль» № 178)
78. 1977 — Как грибы с горохом воевали
79. 1977 — Мальчик-с-пальчик
80. 1977 — Последний лепесток
81. 1977 — Не смешно («Фитиль» № 187)
82. 1978 — Дед Мороз и серый волк
83. 1978 — Илья Муромец и Соловей-разбойник
84. 1978 — Как утёнок-музыкант стал футболистом
85. 1978 — Подарок для самого слабого
86. 1978 — Пойга и лиса
87. 1978 — Последняя невеста Змея Горыныча
88. 1978 — Спасибо, аист!
89. 1978 — Счастливое пробуждение («Фитиль» № 191)
90. 1978 — Тяжёлый случай («Фитиль» № 193)
91. 1979 — Волшебное кольцо
92. 1979 — Золушка
93. 1979 — Огневушка-поскакушка
94. 1979 — Премудрый пескарь
95. 1979 — Приезжайте в гости
96. 1979 — Где же медвежонок?
97. 1980 — Девочка и медведь
98. 1980 — Лебеди Непрядвы
99. 1981 — Мария, Мирабела
100. 1981 — День рождения бабушки
101. 1981 — Зимовье зверей
102. 1981 — Ничуть не страшно
103. 1981 — Отражение
104. 1981 — Неожиданные победители («Фитиль» № 227)
105. 1981 — Приходи на каток
106. 1981 — Поединок («Фитиль» № 235)
107. 1982 — Весёлая карусель № 12
108. 1982 — Приключения волшебного глобуса, или Проделки ведьмы
109. 1982 — Охотник и его сын
110. 1982 — В мире животных («Фитиль» № 239)
111. 1982 — Доходное место («Фитиль» № 246)
112. 1983 — Пилюля
113. 1983 — Слонёнок и письмо
114. 1983 — Увеличительное стекло
115. 1983 — Обошлось! («Фитиль» № 259)
116. 1984 — Кубик и Тобик
117. 1984 — Очевидное-невероятное («Фитиль» № 259)
118. 1984 — Не опоздал

### Ассистент
1. 1954 — На даче